# خانه شماره ۴۴
خانه شماره ۴۴ (به انگلیسی: House No. 44) فیلمی هندی محصول سال ۱۹۵۵ و به کارگردانی ام.کی بورمن است. در این فیلم بازیگرانی همچون دو آناند، کالپانا کارتیک، کی.ان. سینگ و رشید خان ایفای نقش کرده‌اند.